# Horní Dlužiny
Horní Dlužiny (německy Ober Dluschin) je malá vesnice, část města Světlá nad Sázavou v okrese Havlíčkův Brod. Nachází se asi 4,5 km na sever od Světlé nad Sázavou. V roce 2009 zde bylo evidováno 24 adres. V roce 2001 zde trvale žilo 26 obyvatel.
Horní Dlužiny je také název katastrálního území o rozloze 2,81 km2.